# Église du Sacré-Cœur de Rodez
Pour les articles homonymes, voir Église du Sacré-Cœur.
L’église du Sacré-Cœur de Rodez est un édifice religieux catholique de Rodez dans le département de l'Aveyron en France.

## Histoire

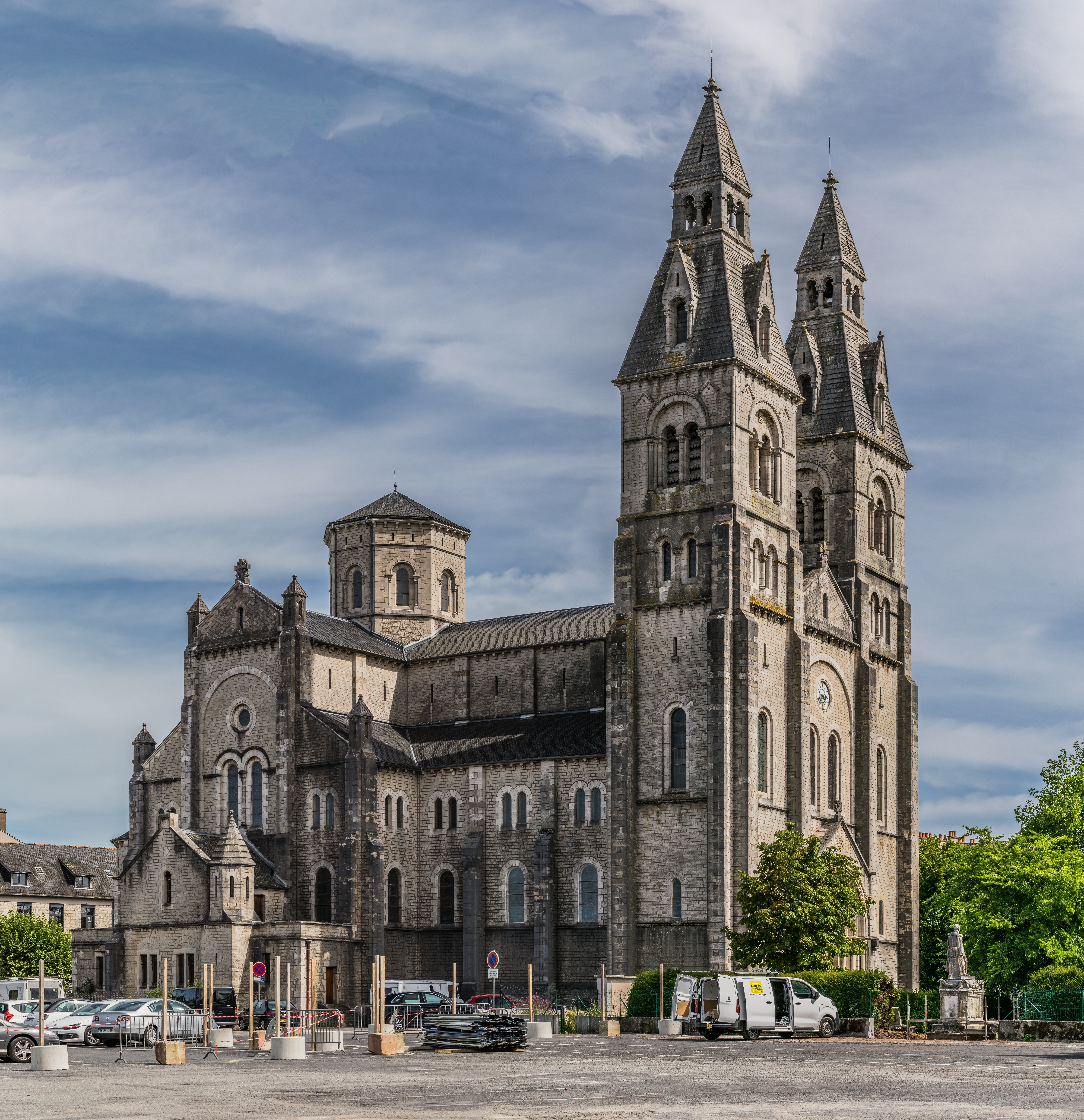
L'église du Sacré-Cœur de Rodez en 2018...

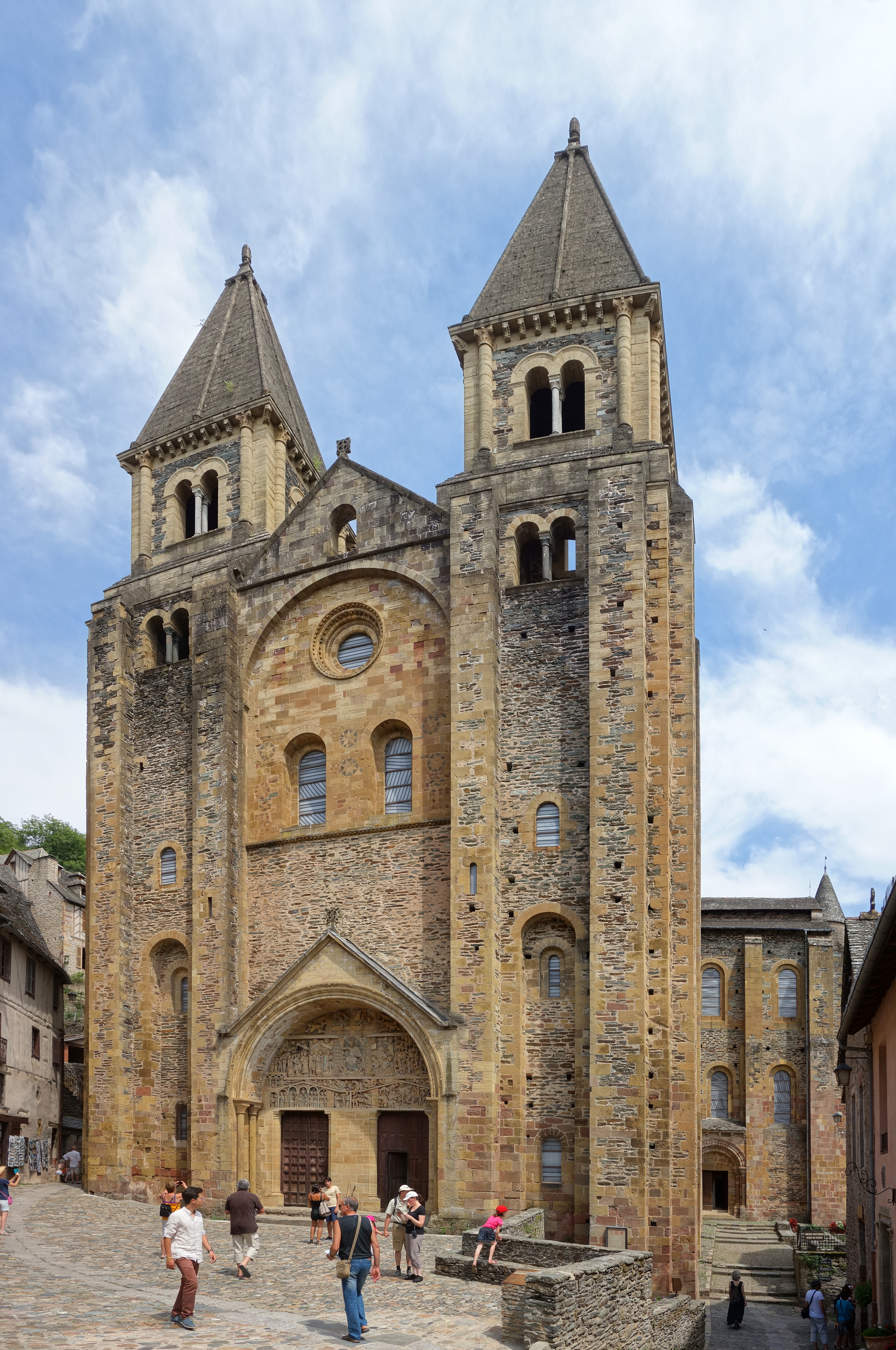
... et l'abbatiale Sainte-Foy de Conques qui a inspiré l'architecte du Sacré-Cœur.

La construction de cette église a été décidée après la forte urbanisation des faubourgs de Rodez. L'architecte Henri Pons (1849-1909) se charge de cette construction. Le chantier débute en 1886 et prend fin en 1898. L'architecte s'inspire de l'abbatiale Sainte-Foy de Conques et des églises de pèlerinage : croix latine avec une abside de chœur flanquée de chapelles échelonnées.
L'église est inscrite au titre des monuments historiques en 2005.

## Description
Une tour-lanterne octogonale s'élève au-dessus de la croisée du transept. Cette église reprend le style néo-roman, très en vogue au XIXe siècle. Le décor se compose essentiellement de mosaïque et de sculpture.

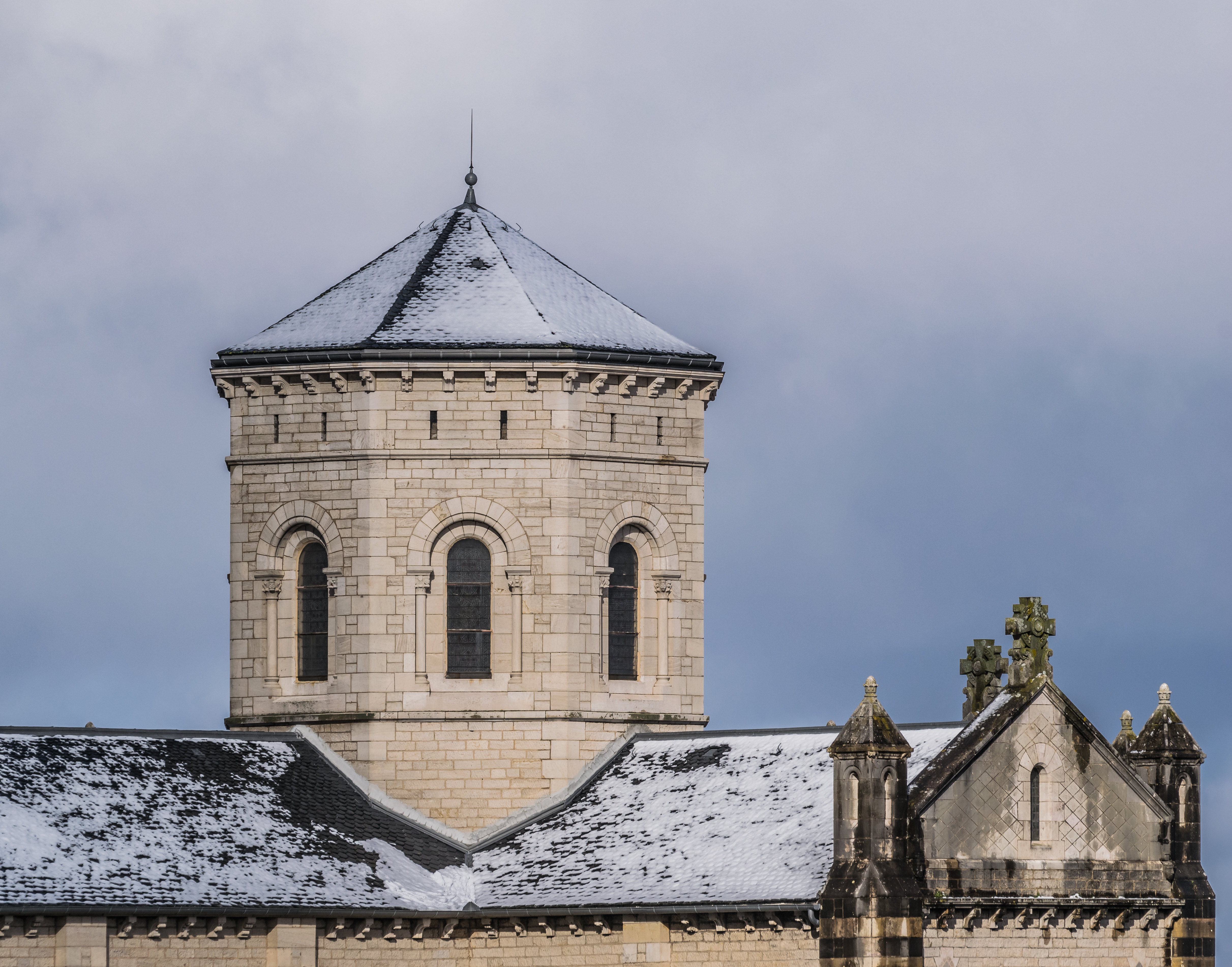
Tour-lanterne de l'église du Sacré-Cœur de Rodez.